# Andreas Meyer-Landrut

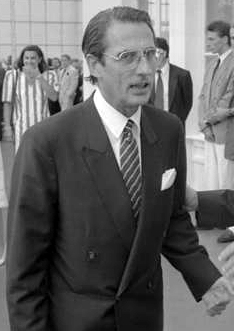
Andreas Meyer-Landrut 1989 im Bahnhof Rolandseck

Bruno Andreas Meyer-Landrut (* 31. Mai 1929 in Reval, heute: Tallinn, Estland) ist ein ehemaliger deutscher Diplomat. Er war zuletzt Leiter des Bundespräsidialamtes.

## Leben
Andreas Meyer-Landrut wurde als Sohn des Papierfabrikanten Bruno Meyer-Landrut (1892–1973) und dessen Ehefrau Käthe, geb. Winter (1902–1991), in eine deutsch-baltische Industriellenfamilie geboren und wuchs zunächst in Katharinenthal (heute: Kadriorg, Stadtbezirk von Tallinn) auf. Sein Vater war dort Vorstandsmitglied eines Zellstoffwerkes. Von Herbst 1936 bis November 1939 besuchte Meyer-Landrut in Reval eine private deutsche Vorschule. Zu Beginn des Zweiten Weltkriegs wurde die Familie schließlich aufgrund des Deutsch-Sowjetischen Grenz- und Freundschaftsvertrags aus Estland in das besetzte Polen umgesiedelt – zunächst nach Posen, 1940 nach Leslau an der Weichsel (heute: Włocławek, Polen), wo Meyer-Landrut bis Januar 1945 die staatliche Oberschule besuchte. Gegen Ende des Krieges floh die Familie von dort nach Westdeutschland und ließ sich in Bielefeld nieder.
Nach dem Abitur am Ratsgymnasium Bielefeld im März 1950 studierte Meyer-Landrut zunächst Rechts- und Staatswissenschaften, dann slawische Philologie, Soziologie und osteuropäische Geschichte an der Georg-August-Universität Göttingen und der Universität Zagreb (Jugoslawien). 1955 wurde er in Göttingen mit einer von Maximilian Braun betreuten Dissertation über die nationale Funktion des Zagreber Theaters im Rahmen der kulturellen, gesellschaftlichen und politischen Entwicklung des kroatischen Volkes während der ersten Hälfte des 19. Jahrhunderts zum Dr. phil. promoviert.
1955 trat Meyer-Landrut ins Auswärtige Amt ein. Zu seinen Auslandsposten gehörten Brüssel, Tokio und Brazzaville, wo er an die Spitze der Botschaften trat. Aufgrund seiner Sprachkenntnisse gehörte er bald zu den Russland-Spezialisten im diplomatischen Dienst. Insgesamt fünfmal war er auf Posten an der deutschen Botschaft in Moskau, zuletzt 1980 bis 1983 sowie von 1987 bis 1989 als Botschafter. Er nahm somit eine Schlüsselstellung bei der Annäherung zwischen der Bundesregierung unter Helmut Kohl und der sowjetischen Führung unter Michail Gorbatschow während der Perestroika ein. In dieser Zeit setzte er sich besonders auch für die Russlanddeutschen ein.
Von 1984 bis 1986 war er unter Hans-Dietrich Genscher beamteter Staatssekretär des Auswärtigen Amts in Bonn. Von 1989 bis 1994 war er als beamteter Staatssekretär Chef des Bundespräsidialamtes unter Richard von Weizsäcker.
Nach dem Ende seiner Beamtenkarriere leitete er bis 2002 die Moskauer Repräsentanz der DaimlerChrysler AG. Auch übernahm er den Vorstandsvorsitz des Deutsch-Russischen Forums.

## Familie und Privatleben
Andreas Meyer-Landrut ist in zweiter Ehe mit Natali Somers, geborene Seferov, verheiratet. Aus seiner ersten Ehe mit Hanna Karatsony von Hodos hat er eine Tochter, Suzanne Kathrin (* 1960), und einen Sohn, Ladislas Joachim Christian (* 1962). Er ist Onkel des Diplomaten Nikolaus Meyer-Landrut und Großvater der Sängerin Lena Meyer-Landrut.
Meyer-Landrut lebt in Moskau und Berlin.
Seine große Passion ist das Reiten. Er besuchte Lehrgänge unter anderem in Warendorf und Wülfrath und ist Träger des Silbernen Reitabzeichens sowie Richter bis zu Klasse M. Zudem engagiert sich Meyer-Landrut in der Deutschen Reiterlichen Vereinigung. Dort hatte er den Vorsitz des Bereiches Persönliche Mitglieder von 1985 bis 2001. Seit 2001 ist er Ehrenvorsitzender der Persönlichen Mitglieder.

## Auszeichnungen
- 1978: Bundesverdienstkreuz am Bande
- 1982: Bundesverdienstkreuz 1. Klasse
- 1986: Großkreuz des Verdienstordens der Italienischen Republik
- 1987: Großes Verdienstkreuz mit Stern des Verdienstordens der Bundesrepublik Deutschland
- 1990: Großkreuz des Ordens des Infanten Dom Henrique
- 2000: Marienland-Kreuz II. Klasse (Estland)[10]
- 2002: Großes Verdienstkreuz mit Stern und Schulterband des Verdienstordens der Bundesrepublik Deutschland für sein Lebenswerk zur Annäherung von Deutschen und Russen

## Publikationen
- Die „Kroatische Wiedergeburt“ im Spiegel der Entwicklung des Zagreber Theaters 1832–1861. Dissertation, Universität Göttingen, 1955.
- Mit Gott und langen Unterhosen. Erlebnisse eines Diplomaten in der Zeit des Kalten Krieges. Edition q, Berlin 2003, ISBN 3-86124-573-6 (russische Ausgabe: „С Богом! И оденься потеплее!“ – Моя дипломатическая миссия в России. Международные отношения, Москва 2005, ISBN 5-7133-1248-8).